# Jean Maspero
Pour les articles homonymes, voir Maspero.
Jean Maspero (né le 20 décembre 1885 et mort le 17 février 1915) est un papyrologue français, égyptologue spécialiste de l'époque byzantine.

## Biographie
Prénommé Jacques Jean Gaston,, il est le fils de l'égyptologue Gaston Maspero et de son épouse Louise d'Estournelles de Constant (sœur de Paul d'Estournel de Constant, prix Nobel de la paix en 1909), et le frère d'Henri et Georges Maspero.

D'après son père, c'est 

« un enfant délicat [...] que sa mère ne conduisit pas sans difficultés à travers les accidents du premier âge et de l'adolescence, mais un enfant bien doué, tendre et attachant, qui sut bien racheter les peines par les joies qu'il lui prodigua. »

 En 1899, son père, nommé comme directeur des antiquités au Caire, le confie à un ami, Adolphe Pichon, qui le fait voyager. Élève au lycée Louis-le-Grand, il remporte plusieurs prix, notamment au concours général.
Après un baccalauréat ès lettres, il obtient une licence à 17 ans. Il passe deux mois d'hiver en Égypte avec son père, puis obtient le Diplôme d'études supérieures à 18 ans.
En octobre 1904, il s'engage dans l'armée pour son service militaire, alors qu'il aurait pu être exempté, et passe onze mois au 111e régiment d'infanterie.
Il entre à l'école des hautes études et s'intéresse au grec byzantin sous la houlette de Bernard Haussoullier. Pour obtenir son diplôme, il compose un mémoire sur l'organisation militaire de l’Égypte byzantine, qui est publié en 1912. Après un échec en août 1906, il obtient l'agrégation d'histoire en 1907, à 21 ans.
Grâce à Émile Chassinat, il obtient un poste à l'Institut français d'archéologie orientale, au Caire. Apprenant l'arabe, il voyage en Égypte et en Méditerranée, revenant à plusieurs reprises en France.
À partir de 1911, à la demande de son père, il entame un important recensement des papyrus d'origine byzantine du musée du Caire. Il en relève 230. Les deux premiers volumes sont publiés, le troisième étant interrompu par la guerre et terminé par son père.
En 1913, il prend la suite de Jean Clédat pour fouiller le site archéologique de Baouit, découvrant une salle commune et relevant un grand nombre d’inscriptions.
Mobilisé comme caporal au 31e régiment d'infanterie pendant la Première Guerre mondiale, il est blessé en septembre 1914, mais, désormais sergent, retourne sur le front après huit jours de permission dans sa famille en décembre. Il est tué par balle durant l'offensive du 17 février 1915 de la bataille de Vauquois et enterré au cimetière du Montparnasse.
Son nom est cité au Panthéon de Paris et à la Sorbonne parmi les écrivains morts pour la France. Touché par sa mort, son père meurt l'année suivante.

## Œuvres
Livres
- Papyrus grecs d'époque byzantine, Catalogue général des antiquités égyptiennes, imprimerie de l‘Institut français d'archéologie orientale, 1910-1915 :Prix Bordin (Antiquité classique) 1917 de l’Académie des inscriptions et belles-lettres.

- Histoire des patriarches d'Alexandrie : depuis la mort de l'empereur Anastase jusqu'à la réconciliation des églises jacobites : (518-616), (Paris, Champion 1923).

- Organisation militaire de l'Égypte byzantine, In-8, 157 p. (Paris, Champion 1912).

- Matériaux pour servir à la géographie de l'Égypte, 1914.

Articles notables (parmi 33 publiés, dont 4 posthumes)
- « Un dernier poète grec d'Égypte : Dioscore, fils d'Apollôs », Revue des Études Grecques, 1911.
- Catalogue général des antiquités égyptiennes du musée du Caire, section « papyrus grecs d'origine byzantine », 3 volumes, 1911-1915.
- Horapollon et la fin du paganisme égyptien, Bulletin de l‘Institut français d'archéologie orientale, no 11, 1914, p. 163-195.
- Fouilles exécutées à Baouit par Jean Maspero, notes mises en ordre et éditées par Étienne Drioton. Premier fascicule, Institut français d'archéologie orientale, 1932.